# Dominic Saleh-Zaki

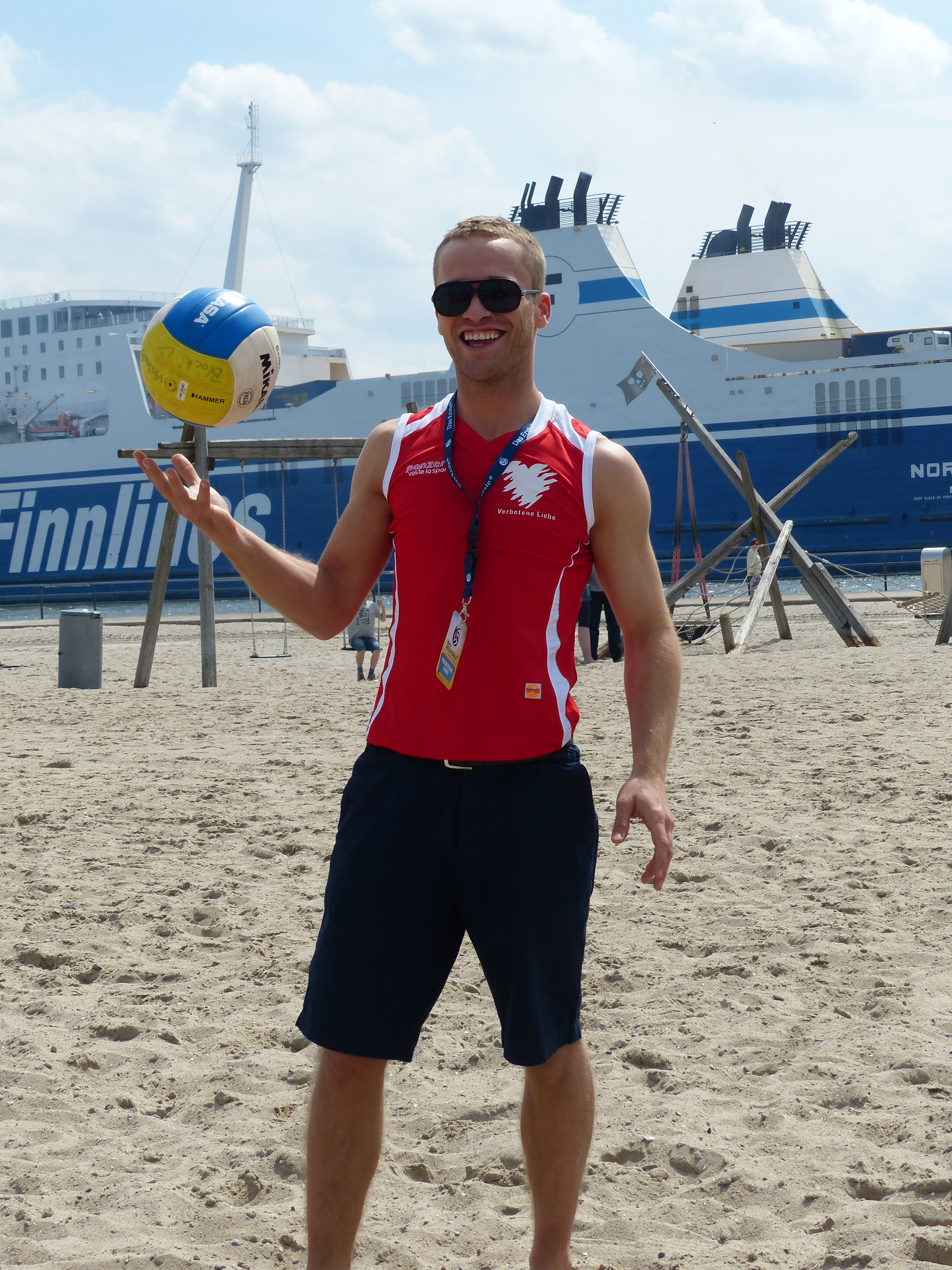
Dominic Saleh-Zaki beim Beachvolleyball-Starcup (2013)

Dominic Saleh-Zaki (* 24. Mai 1982 in Geldern) ist ein deutscher Schauspieler und Sänger ägyptischer Abstammung.

## Leben
Dominic Saleh-Zaki wuchs in Kempen am Niederrhein auf.
Zwischen 2001 und 2007 war er in über 1500 Folgen der ARD-Vorabendserie „Verbotene Liebe“ – in seiner ersten Fernsehrolle – als der Motorradfreak und Geschäftsführer von „Brandner-Bau“ Andi Fritzsche zu sehen. Nach seinem Ausstieg drehte er für die neue RTL-Serie „112 – Sie retten dein Leben“, die nach 110 Folgen eingestellt wurde. Ab dem 9. November 2009 war Saleh-Zaki wieder als Andi Fritzsche bei „Verbotene Liebe“ zu sehen.
2004 veröffentlichte Saleh-Zaki zusammen mit der Sängerin Rokkha seine erste Single. Love Is The Message ist eine Coverversion des Hits von Al Green aus dem Jahr 1989. Mit ihr stieg er bis auf Platz 22 der deutschen Singlecharts und auf Platz 23 der Schweizer Singlecharts.
Von 2004 bis 2008 war er mit der Schauspielerin Inez Bjørg David liiert, die er bei den Dreharbeiten zu Verbotene Liebe kennengelernt hatte.

## Filmografie
- 2001–2007, 2009–2015: Verbotene Liebe (ARD)
- 2004: Lindenstraße (ARD)
- 2005: Aus der Sicht eines Freundes (Kurzfilm)
- 2007: 112 – Zwischen Leben und Tod (Pilot)
- 2008: 112 – Sie retten dein Leben (RTL)
- 2011: Alarm für Cobra 11 (RTL)
- 2017: Dahoam is Dahoam (ARD)
- 2018: Meine Geschichte – mein Leben (RTL)
- 2018: Soko Köln – Nestbeschmutzer (ZDF)[2]